# Louis Paul Cailletet
Louis Paul Cailletet (født 21. september 1832 i Châtillon-sur-Seine, død 5. januar 1913 i Paris) var en fransk fysiker.
Cailletet studerede i Paris og overtog derefter ledelsen af sin fars jernværker. Han udgav arbejder over metallurgi; men som fysiker er han mest kendt ved sine forsøg over luftarternes fortætning, idet han 1877, næsten samtidig med Raoul Pictet, opnåede ved stærkt tryk og stærk afkøling at forvandle til væske luftarterne ilt, kvælstof, kulilte, atmosfærisk luft og brint, der alle hidtil havde modstået ethvert forsøg på at fortætte dem.